# USS Worden (DD-288)
Za druga plovila z istim imenom glejte USS Worden.
USS Worden (DD-288) je bil rušilec razreda Clemson v sestavi Vojne mornarice Združenih držav Amerike.
Rušilec je bil poimenovan po kotraadmiralu Johnu Lorimerju Wordenu.

## Zgodovina
V skladu s Londonskim sporazumom o pomorski razorožitvi je bil rušilec 22. oktobra 1930 izvzet iz aktivne službe in 17. januarja 1931 prodan za razrez.